# Rincón Bonito, Santa María Tonameca
Rincón Bonito är en ort i Mexiko.   Den ligger i kommunen Santa María Tonameca och delstaten Oaxaca, i den sydöstra delen av landet, 500 km sydost om huvudstaden Mexico City. Rincón Bonito ligger 91 meter över havet och antalet invånare är 290.
Terrängen runt Rincón Bonito är kuperad åt nordväst, men åt sydost är den platt. Runt Rincón Bonito är det ganska glesbefolkat, med 48 invånare per kvadratkilometer. Närmaste större samhälle är San Pedro Pochutla, 10,7 km sydost om Rincón Bonito. I omgivningarna runt Rincón Bonito växer huvudsakligen savannskog.